# Tour de Colombie 1983
Le Tour de Colombie 1983, qui se déroule du 31 mai au 12 juin 1983, est une épreuve cycliste remportée par le Colombien Alfonso Flórez. Cette course est composée de quatorze étapes.

## Classement général
| Classement final | Classement final        | Classement final | Classement final                              | Classement final   |
|                  | Coureur                 | Pays             | Équipe                                        | Temps              |
| ---------------- | ----------------------- | ---------------- | --------------------------------------------- | ------------------ |
| 1er              | Alfonso Flórez          | Colombie         | Varta Nacional A                              | en 42 h 31 min 0 s |
| 2e               | Luis Herrera            | Colombie         | Leche La Gran Vía-Isla San Pedro de Aquitania | + 1 min 25 s       |
| 3e               | José Patrocinio Jiménez | Colombie         | Varta Nacional A                              | + 2 min 29 s       |
| modifier         |                         |                  |                                               |                    |